# ダラツムマブ
ダラツムマブ（Daratumumab）は、多発性骨髄腫細胞で過剰発現しているCD38に結合する抗がん剤である。2013年に米国で多発性骨髄腫を対象とした画期的治療薬に認定された。また、多発性骨髄腫、びまん性大細胞型B細胞リンパ腫、濾胞性リンパ腫、マントル細胞リンパ腫を対象とした希少疾病用医薬品に認定された。日本では2017年に既治療の多発性骨髄腫、2019年に未治療の多発性骨髄腫について承認された。

## 効能・効果

### 日本
- 多発性骨髄腫[5]

### 米国
- 多発性骨髄腫（未治療例）[6]
  - 自家幹細胞移植の適応となる成人の新規多発性骨髄腫の治療（ボルテゾミブ・サリドマイド・デキサメタゾン併用）
  - 自家幹細胞移植に不適格な成人の新規多発性骨髄腫の治療（ボルテゾミブ・メルファラン・プレドニゾン併用）
  - 自己幹細胞移植に不適格な成人の新規多発性骨髄腫の治療（レナリドミド・デキサメタゾン併用）
- 多発性骨髄腫（再発/難治性）[6]
  - 少なくとも1回の前治療を受けたことのある成人における再発性または難治性の多発性骨髄腫の治療（デキサメタゾン・レナリドミド併用）
  - 前治療歴1回以上の成人における再発・難治性多発性骨髄腫の治療（デキサメタゾン・ボルテゾミブ併用）
  - 前治療歴1～3回の患者における再発・難治性多発性骨髄腫治療（デキサメタゾン・カルフィルゾミブ併用）
  - レナリドミドおよびプロテアソーム阻害剤を含む少なくとも2種類の前治療を受けたことのある成人における、再発または難治性の多発性骨髄腫の治療（デキサメタゾン・ポマリドミド併用）
  - プロテアソーム阻害剤と免疫調整剤を含む少なくとも3種類の治療歴のある成人、またはプロテアソーム阻害剤と免疫調整剤に共に抵抗性を示す成人における再発・難治性多発性骨髄腫の治療（単剤療法）

### 欧州
- 自家幹細胞移植が不適格な新規多発性骨髄腫の成人患者に対するボルテゾミブ、メルファラン、プレドニゾン、レナリドミド、デキサメタゾンとの併用治療[7]
- 自家幹細胞移植の適応となる新規多発性骨髄腫の成人患者に対するボルテゾミブ、サリドマイド、デキサメタゾンとの併用治療[7]
- 少なくとも1回の前治療を受けた成人の多発性骨髄腫患者に対するレナリドミドおよびデキサメタゾン、またはボルテゾミブおよびデキサメタゾンとの併用療法[7]
- プロテアソーム阻害剤と免疫調整剤を含む前治療歴があり、最後の治療で疾患の進行が確認された成人の再発・難治性多発性骨髄腫患者に対する単剤療法[7]

## 副作用
重大な副作用として知られているものは、
- 急性輸注反応（46.4%）

アナフィラキシー、鼻閉、咳嗽、悪寒、気管支痙攣、低酸素症、呼吸困難等
- 骨髄抑制

血小板減少（17.6%）、好中球減少（16.1%）、リンパ球減少（7.0%）、発熱性好中球減少症（1.0%）等
- 感染症

肺炎（6.9%）、敗血症（1.3%）等
- 腫瘍崩壊症候群（0.3%）
- 間質性肺疾患（0.5%）

である。
多発性骨髄腫にダラツムマブを投与すると、ナチュラルキラー細胞（ウイルスに対する自然免疫系の主な防御機能）が死滅するため、患者が細菌やウイルスに感染しやすくなる可能性がある。ダラツムマブは、未知の機序でヒトサイトメガロウイルス（CMV）の再活性化を頻繁に引き起こす。また、注射関連反応（炎症のようなもの）もよく見られる。

## 相互作用

### 血液適合性検査の干渉
ダラツムマブは赤血球上のCD38と結合し、臨床的に重要な抗体のルーチン検査を妨害する。この場合、自己陽性対照を含む血液型非特異性抗体パネルが得られるが、これは臨床的に重要な抗体の存在を覆い隠す傾向がある。抗体パネルの細胞をジチオトレイトール（DTT）で処理して検査を繰り返すと、赤血球表面のCD38に対するダラツムマブの結合が効果的に無効化されるが、DTTはジスルフィド結合を破壊することにより、赤血球表面の多くの抗原を不活性化／破壊する。影響を受ける抗原系のうち、一般的で臨床的に重要な抗体と関連するのはケル式血液型のみであり、緊急輸血が必要な場合にはケル陰性の赤血球を用いたクロスマッチ試験が合理的な代替手段となる。したがって、治療を開始する前には、ベースラインの抗体検査とRhおよびケル血液型（タイプとスクリーン）を行うことが望ましい。抗体検査が陰性の場合、治療中は血液型を合わせた輸血を施行する。抗体検査が陽性の場合は、特異抗原陰性の血液を輸血する。不適合は、薬の服用を中止した後も6ヶ月間は持続する可能性がある。さらに、このような検体を送る際には、常に輸血センターに通知する必要がある。

### フローサイトメトリー検査との相互作用
ダラツムマブは、多発性骨髄腫のフローサイトメトリー検査にも干渉し、形質細胞が明らかに欠如することがある。

## 作用機序
ダラツムマブは、CD38に対するIgG1kモノクローナル抗体である。CD38は、多発性骨髄腫の細胞で過剰に発現している。ダラツムマブは、抗CD38モノクローナル抗体であるイサツキシマブとは異なるCD38エピトープのアミノ酸配列に結合する。CD38に結合したダラツムマブは、抗体依存性細胞傷害、補体依存性細胞傷害、ミトコンドリア移行阻害、抗体依存性細胞貪食を介して細胞をアポトーシスに導く。
これらの効果は、フラグメント結晶化可能領域の免疫エフェクター機構に依存する。抗体依存性細胞傷害作用は、ナチュラルキラー細胞によるものである。
直接的にアポトーシスを誘導するイサツキシマブとは異なり、ダラツムマブは間接的にしかアポトーシスを誘導しない。
CD38の発現量が多い多発性骨髄腫細胞は、CD38の発現量が少ない細胞よりも、ダラツムマブを介した細胞溶解が大きくなる。CD38の酵素は、免疫抑制物質であるアデノシンの生成をもたらすため、CD38を含む細胞を排除することは、免疫系のがん排除能力を高めることになる。

## 臨床試験
2012年6月、再発性多発性骨髄腫患者を対象とした第I/II相臨床試験において、有望な予備的結果が報告された。2012年12月に発表された最新の試験結果によると、ダラツムマブは引き続き有望な単剤での抗骨髄腫活性を示している。2015年に実施された試験では、単剤投与の8mg/kgと16mg/kgの月1回から週1回の間隔の投与が比較された。
ダラツムマブは、多発性骨髄腫の併用療法薬（セカンドライン）として、米国食品医薬品局（FDA）から優先審査資格を与えられた。
多発性骨髄腫を対象としたダラツムマブの第III相試験では、レナリドミドおよびデキサメタゾンとの併用療法、ならびにボルテゾミブおよびデキサメタゾンとの併用療法が実施された。

## 承認
2015年11月、米国食品医薬品局は、ダラツムマブを、少なくとも3つの前治療を受けたことのある患者の多発性骨髄腫の治療薬として承認した。また、2016年5月、欧州医薬品庁から多発性骨髄腫の治療薬として条件付きで承認され、欧州委員会から同年5月20日に販売承認が付与された。
2016年11月、FDAは、少なくとも1回の前治療を受けたことのある多発性骨髄腫患者の治療において、ダラツムマブとレナリドミドまたはボルテゾミブおよびデキサメタゾンとの併用を承認した。
2018年5月、FDAは、ボルテゾミブ、メルファラン、プレドニゾンとの併用に対するダラツムマブの承認を拡大し、自家幹細胞移植に不適格な新規診断多発性骨髄腫患者の治療にも適用した。
欧州では、プロテアソーム阻害剤と免疫調整剤を含む前治療歴があり、最後の治療で疾患の進行が確認された成人の再発・難治性多発性骨髄腫の単剤治療を適応としている。
日本では、2017年9月に「再発又は難治性の多発性骨髄腫」について承認された後、2019年8月に未治療の多発性骨髄腫について追加承認されて、効能・効果名が「多発性骨髄腫」となった。

## 参考資料
1. ↑  “KEGG DRUG: ダラツムマブ”. www.kegg.jp. 2021年10月6日閲覧。
2. ↑  World Health Organization (2009). “International Nonproprietary Names for Pharmaceutical Substances (INN). Proposed INN: List 101”. WHO Drug Information 23 (2).
3. 1 2  “Targeting CD38 with Daratumumab Monotherapy in Multiple Myeloma”. The New England Journal of Medicine 373 (13):  1207–19. (September 2015). doi:10.1056/NEJMoa1506348. hdl:1874/331934. PMID 26308596.
4. ↑  “Archived copy”. 2017年1月13日時点のオリジナルよりアーカイブ。2017年1月10日閲覧。
5. 1 2  “ダラザレックス点滴静注100mg／ダラザレックス点滴静注400mg 添付文書”. www.info.pmda.go.jp. 2021年10月6日閲覧。
6. 1 2  “Daratumumab (Professional Patient Advice)” (英語). Drugs.com. 2021年10月6日閲覧。
7. 1 2 3 4 5  “SUMMARY OF PRODUCT CHARACTERISTICS”. www.ema.europa.eu. 2019年6月4日閲覧。
8. ↑  “Infectious complications and NK cell depletion following daratumumab treatment of Multiple Myeloma”. PLOS One 14 (2):  e0211927. (2019). Bibcode: 2019PLoSO..1411927N. doi:10.1371/journal.pone.0211927. PMC 6374018. PMID 30759167.
9. ↑  “Preemptive therapy for cytomegalovirus reactivation after daratumumab-containing treatment in patients with relapsed and refractory multiple myeloma”. Annals of Hematology 98 (8):  1999–2001. (2019). doi:10.1007/s00277-019-03645-7. PMID 30824957.
10. ↑  “Evolving Role of Daratumumab: From Backbencher to Frontline Agent”. Clinical Lymphoma, Myeloma & Leukemia 20 (9):  572–587. (2020). doi:10.1016/j.clml.2020.03.010. PMID 32331971.
11. ↑  “Resolving the daratumumab interference with blood compatibility testing”. Transfusion 55 (6 Pt 2):  1545–54. (June 2015). doi:10.1111/trf.13069. PMID 25764134.
12. ↑  Perincheri, Sudhir; Torres, Richard; Tormey, Christopher A.; Smith, Brian R.; Rinder, Henry M.; Siddon, Alexa J. (2016-12-02). “Daratumumab Interferes with Flow Cytometric Evaluation of Multiple Myeloma”. Blood 128 (22):  5630. doi:10.1182/blood.V128.22.5630.5630. ISSN 0006-4971.
13. ↑  Dhillon S (2020). “Isatuximab: First Approval”. Drugs 80 (9):  905–912. doi:10.1007/s40265-020-01311-1. PMID 32347476.
14. 1 2  “The Good, the Bad and the Unknown of CD38 in the Metabolic Microenvironment and Immune Cell Functionality of Solid Tumors”. Cells 9 (1):  52. (2019). doi:10.3390/cells9010052. PMC 7016859. PMID 31878283.
15. ↑  “CD38 and Anti-CD38 Monoclonal Antibodies in AL Amyloidosis: Targeting Plasma Cells and beyond”. International Journal of Molecular Sciences 21 (11):  4129. (2020). doi:10.3390/ijms21114129. PMC 7312896. PMID 32531894.
16. 1 2  “Daratumumab - Janssen Biotech - AdisInsight”. adisinsight.springer.com. 2021年10月6日閲覧。
17. ↑  Mistry, Jayna J; Moore, Jamie A; Kumar, Prakritt; Marlein, Christopher R; Hellmich, Charlotte; Pillinger, Genevra; Jibril, Aisha; Di Palma, Federica et al. (19 March 2020). “Daratumumab inhibits acute myeloid leukaemia metabolic capacity by blocking mitochondrial transfer from mesenchymal stromal cells”. Haematologica 106 (2):  589–592. doi:10.3324/haematol.2019.242974. PMC 7849566. PMID 32193250.
18. 1 2  “Therapeutic Opportunities with Pharmacological Inhibition of CD38 with Isatuximab”. Cells 8 (12):  1522. (2019). doi:10.3390/cells8121522. PMC 6953105. PMID 31779273.
19. ↑  “Daratumumab in multiple myeloma”. Cancer 125 (14):  2364–2382. (2019). doi:10.1002/cncr.32065. PMID 30951198.
20. ↑  “Resistance Mechanisms Towards CD38-Directed Antibody Therapy in Multiple Myeloma”. Journal of Clinical Medicine 9 (4):  1195. (2020). doi:10.3390/jcm9041195. PMC 7230744. PMID 32331242.
21. ↑  “ASCO: Drug Shows Promise in Myeloma”. MedPage Today
22. ↑  “Daratumumab Continues To Show Promise For Relapsed/Refractory Myeloma Patients (ASH 2012)”. The Myeloma Beacon 2013年1月31日閲覧。
23. ↑  “Daratumumab, lenalidomide, and dexamethasone for multiple myeloma”. New England Journal of Medicine 375 (14):  1319–1331. (2016). doi:10.1056/NEJMoa1607751. PMID 27705267.
24. ↑  “Daratumumab, bortezomib, and dexamethasone for multiple myeloma”. New England Journal of Medicine 375 (8):  754–766. (2016). doi:10.1056/NEJMoa1606038. PMID 27557302.
25. ↑  “Daratumumab Approved for Multiple Myeloma in US”. Medscape. 2021年10月6日閲覧。
26. ↑  “Janssen's Single-Agent Darzalex (daratumumab) Approved by European Commission for Treatment of Multiple Myeloma (MM)” (2016年5月23日). 2016年5月23日閲覧。
27. ↑  “An overview of Darzalex and why it is authorised in the EU”. www.ema.europa.eu (2018年). 2019年6月4日閲覧。
28. ↑  “Daratumumab (Darzalex)”. U.S. Food and Drug Administration (FDA) (2019年2月9日). 2021年10月6日閲覧。
29. ↑  “FDA approves Darzalex for newly diagnosed, transplant-ineligible multiple myeloma”. www.healio.com. 2018年5月8日閲覧。
30. ↑  “ヒト抗CD38モノクローナル抗体ダラザレックス®点滴静注』 製造販売承認を取得”. Janssen Pharmaceutical K.K.. 2021年10月6日閲覧。
31. ↑  “未治療の「多発性骨髄腫」に対する 『ダラザレックス®』の適応追加承認を取得”. Janssen Pharmaceutical K.K.. 2021年10月6日閲覧。